# Dwm
dwm je dynamický, minimalistický dlaždicový okenní správce pro X Window Systém, který ovlivnil vývojáře několika dalších okenních správců pro X. Příkladem jsou xmonad a awesome. dwm je velice podobný okennímu správci wmii, ale vnitřně je mnohem jednodušší. dwm je programován kompletně v jazyce C a pro celkové zjednodušení nepoužívá pro konfiguraci žádný konfigurační soubor. Konfigurace dwm se provádí přímou úpravou zdrojového kódu respektive hlavičkového souboru. Aby se změny v nastavení projevily, je třeba celý projekt znovu překompilovat. Jedním z hlavních pravidel projektu je nepřekročit 2000 řádků zdrojového kódu.[zdroj⁠?!]
dwm je považován za hotový projekt a veškeré další úpravy se umísťují na oficiálních stránkách projektu ve formě patchů.
dwm je poskytován pod licencí MIT a je jej možné zkompilovat na UN*Xových operačních systémech. Ve formě balíčku je k disposici například v systému Debian. Ve formě předkompilovaných balíčků jej nelze konfigurovat kvůli absenci zdrojových kódů!

## Vlastnosti
dwm podporuje více pracovních ploch, na rozdíl od podobného správce oken ratpoison, umožňuje pohybovat a měnit velikost oken pomocí myši. Starší verze dwm zobrazovala jejich stdin (standardní vstup) do stavového řádku napříč celou obrazovkou. Současná verze používá hlavní okenní jméno, které může být změněno jakýmkoli nezávislým procesem. Tato vlastnost je velmi často používána k zobrazování informací, které se vyskytují v jiných desktopových prostředí: hodiny, systémové informace, stav baterie notebooku, stav sítě, hudební přehrávač a tak podobně. Tento stavový řádek je často doplňován s dmenu, textovým programovým menu, které vyvíjí stejní vývojáři jako okenního správce dwm. dwm používá systém focus-follows-mouse, což znamená, že fokus dostane to okno, nad kterým se právě nachází kurzor myši.

## dmenu
dmenu je klávesnicí ovládané programové menu, která je vyvíjena jako část projektu dwm. dmenu je obvykle spouštěno uživatelem definovanou klávesovou zkratkou a je obvykle zobrazováno jako horizontální příkazový řádek v horní části obrazovky. Uživatel může začít psát název programu a dmenu zúží seznam možných kandidátů pro hledaný soubor. Pro navigaci v tomto menu je také možné použít klávesové šipky a manuálně vybrat ze seznamu kandidátů pro spuštění. Pokud je vybráno jméno existujícího programu, dmenu pošle vybrané jméno programu do stdout (standardní výstup), který je spojen s shellovým spouštěčem programů.
Pomocí příkazové řádky lze v dmenu nastavit barvu a font písma nebo nastavení vyhledávání názvů case-sensitive, kdy jsou rozlišována velká a malá písmena. dmenu je svou funkcí rychlého spouštění programů z grafického rozhraní pomocí klávesnice podobné aplikačním spouštěčům jako například Katapult nebo GNOME Do pro Linux nebo LaunchBar nebo Quicksilver pro Mac OS X.

## Větvení a patche
dwm měl vliv na mnoho dalších správců oken, které jsou založeny na jeho zdrojových kódech. Rozsáhlý seznam projektů, které jsou odvozeny od dwm je možné nalézt na oficiálních stránkách projektu dwm. Níže je seznam několika zajímavých příkladů:
- wmii je dlaždicový správce oken který byl přímo inspirován a odvozen od dwm.
- xmonad je v podstatě dwm přepsaný v Haskell s některými přidanými vlastnostmi.
- awesome je rozšířené dwm s podporou FreeType (rendrování textu na bitmapu), přizpůsobivost, podporu skriptování Lua a více typů rozložení.
- scrotwm si půjčuje část kódu od dwm a dodává mu další funkčnost.